# Abdel Aziz Al-Anjri
Abdel Aziz Khalid Al-Anjri  (arab. عبدالعزيز خالد العنجري) – kuwejcki piłkarz ręczny, uczestnik Letnich Igrzysk Olimpijskich 1980.

## Kariera sportowa
W 1980 roku wziął udział w Letnich Igrzyskach Olimpijskich w Moskwie. W całym turnieju zdobył osiem goli. Razem z kolegami z reprezentacji zajął ostatnie 12. miejsce, a jego drużyna przegrała wszystkie mecze turnieju.